# UFC on ESPN: Emmett vs. Murphy
UFC en ESPN: Emmett vs. Murphy (también conocido como UFC on ESPN 65 y UFC Vegas 105) fue un evento de artes marciales mixtas producido por Ultimate Fighting Championship que se llevó a cabo el 5 de abril de 2025 en el UFC Apex en Enterprise, Nevada, parte del Valle de Las Vegas, Estados Unidos.

## Antecedentes
Se espera que una pelea de peso pluma entre el ex retador interino al Campeonato de Peso Pluma de UFC Josh Emmett y Lerone Murphy encabece el evento.
Se programó una pelea de peso pluma entre Giga Chikadze y David Onama para este evento. Sin embargo, la pelea se trasladó a UFC on ESPN: Hill vs. Rountree Jr. por razones desconocidas.
Para este evento se programó una pelea de peso paja femenino entre Ariane Carnelossi y Loma Lookboonmee. Sin embargo, Carnelossi se retiró de la pelea debido a una lesión de tobillo y fue reemplazada por Istela Nunes.
Daniel Santos no pudo presentarse al pesaje, por lo que su pelea de peso gallo con Davey Grant fue cancelada debido a problemas médicos.
Además, en el pesaje, Cortavious Romious pesó 139.5 libras, tres libras y media por encima del límite de peso gallo para peleas sin título. El combate se llevó a cabo en peso pactado y Romious recibió una multa del 20% de su bolsa, que fue a parar a su oponente, Lee Chang-ho.

## Bonificaciones
Los siguientes peleadores recibieron bonificaciones de 50.000 dólares.
- Pelea de la Noche: No se otorga bonificación.
- Actuación de la Noche: Lee Chang-ho, Ode' Osbourne, Dione Barbosa y Rhys McKee